# Halfdan Raabe
Halfdan Raabe, född den 18 juli 1852 i Østre Toten, död den 27 augusti 1945, var en norsk skolman, bror till Jens Raabe.
Raabe blev teologie kandidat 1877, 1886 överlärare vid Tøiens, 1907 vid Bolteløkkens folkskola i Kristiania; han var därjämte från 1906 lärare i kateketik vid praktisk-teologiska seminariet. Raabe var 1892-1911 ordförande i Norges Lärarförening. Utöver kortare uppsatser författade han översikten Norges folkskolevæsen i hundrede aar som gavs ut 1914.